# 理論物理学者
理論物理学者（りろんぶつりがくしゃ）とは、物理学において主に数理的な手段を用いて物理学理論を研究する物理学者である。

## 概要
理論物理学者は、自然界の物質・現象そのものを扱うのではなく、それらの振る舞いをあらわすモデルついて研究する。これらのモデルはほとんどの場合数式を用いて表現され、理論物理学者はこのモデルをさまざまな数学的手法によって、モデルの振る舞いを検討し、なんらかの物理現象の予測をし、実験事実と突き合わせモデルの妥当性を考察する。対して、物理学実験を主に行なう物理学者を実験物理学者と呼ぶ。
物理学者は本来、実験と理論の両方を行なうことが普通であるが、それが二つに分化したことには、20世紀に入ると物理学の驚異的な進歩によりこの分野が極度に複雑化し、学ぶべき理論や数理的手法、実験技術、把握すべき研究分野が増えて個人がその全てを学ぶことが困難になったことが背景にある。
そのため、理論のみを扱う理論物理学と実験のみを扱う実験物理学に分かれた。この傾向は特に、素粒子物理学と宇宙物理学において著しい。前者は実験に用いる粒子加速器が巨大化・複雑化して個人が製作･運用できるものではなくなったこと、後者においてはそもそも実験をおこなうことが不可能であることが原因としてあげられる。
フェルミは最後の理論物理学者兼実験物理学者だといわれている。

## 著名な理論物理学者
- アルベルト・アインシュタイン
- カムラン・ヴァッファ
- エドワード・ウィッテン
- ロバート・オッペンハイマー
- フリッチョフ・カプラ
- エルヴィン・シュレーディンガー
- フリーマン・ダイソン
- ポール・ディラック
- スブラマニアン・チャンドラセカール
- ニキータ・ネクラソフ
- ヴェルナー・ハイゼンベルク
- ヴォルフガング・パウリ
- リチャード・P・ファインマン
- エンリコ・フェルミ
- マックス・プランク
- ロジャー・ペンローズ
- ニールス・ボーア
- スティーヴン・ホーキング
- リサ・ランドール
- ヘンドリック・ローレンツ
- 内山龍雄
- 小林誠
- 佐藤勝彦
- 佐藤文隆
- 朝永振一郎
- 南部陽一郎
- 益川敏英
- 湯川秀樹